# 5 influencerek
5 influencerek (zapis stylizowany: 5 INFLUENCEREK) – piąty singel polskiego rapera Zeamsone z jego piątego albumu studyjnego, zatytułowanego ???. Singel został wydany 6 czerwca 2023.
Nagranie otrzymało w Polsce status diamentowego singla, przekraczając liczbę 250 tysięcy sprzedanych kopii.

## Geneza utworu i historia wydania
Piosenka została napisana i skomponowana przez Pawła Świdnickiego, który odpowiada również za jej produkcję.
Singel ukazał się w formacie digital download 6 czerwca 2023 w Polsce wydaniem własnym w dystrybucji Universal Music Polska. Piosenka została umieszczona na piątym albumie studyjnym  Zeamsone – ???.

## Teledysk
Do utworu powstał teledysk w reżyserii samego rapera, który udostępniono 7 czerwca 2023 za pośrednictwem serwisu YouTube.

## Lista utworów
- Digital download[2]

1. „5 influencerek” – 2:24

## Notowania
| Kraj   | Lista (2023)             | Najwyższa pozycja |
| ------ | ------------------------ | ----------------- |
| Polska | Billboard Poland Songs   | 1                 |
| Polska | OLiS – single w streamie | 1                 |

| Kraj   | Lista (2023)             | Pozycja |
| ------ | ------------------------ | ------- |
| Polska | OLiS – single w streamie | 3       |
| Polska | Lista (2024)             | Pozycja |
| Polska | OLiS – single w streamie | 45      |

## Certyfikaty
| Kraj          | Certyfikat       | Sprzedaż |
| ------------- | ---------------- | -------- |
| Polska (ZPAV) | diamentowa płyta | 250 000+ |